# IC 553
IC 553 ist eine Balken-Spiralgalaxie vom Hubble-Typ SBa im Sternbild Hydra südlich des Himmelsäquators. Sie ist schätzungsweise 288 Millionen Lichtjahre von der Milchstraße entfernt.
Das Objekt wurde am 18. Februar 1893 vom französischen Astronomen Stéphane Javelle entdeckt.